# Лінчепінг (комуна)
Комуна Лінчепінг (швед. Linköpings kommun) — адміністративно-територіальна одиниця місцевого самоврядування, що розташована в лені Естерйотланд у центральній Швеції.
Лінчепінг 68-а за величиною території комуна Швеції. Адміністративний центр комуни — місто Лінчепінг.

## Населення
Населення становить 148 180 чоловік (станом на вересень 2012 року).
| Кількість населення комуни Лінчепінг за 1810-2010 роки | Кількість населення комуни Лінчепінг за 1810-2010 роки | Кількість населення комуни Лінчепінг за 1810-2010 роки | Кількість населення комуни Лінчепінг за 1810-2010 роки | Кількість населення комуни Лінчепінг за 1810-2010 роки |
| ------------------------------------------------------ | ------------------------------------------------------ | ------------------------------------------------------ | ------------------------------------------------------ | ------------------------------------------------------ |
| Рік                                                    |                                                        |                                                        | Населення                                              |                                                        |
| 1810                                                   | 1810                                                   |                                                        | 33 340                                                 | 33 340                                                 |
| 1850                                                   | 1850                                                   |                                                        | 41 945                                                 | 41 945                                                 |
| 1900                                                   | 1900                                                   |                                                        | 49 286                                                 | 49 286                                                 |
| 1950                                                   | 1950                                                   |                                                        | 83 641                                                 | 83 641                                                 |
| 1970                                                   | 1970                                                   |                                                        | 104 646                                                | 104 646                                                |
| 1980                                                   | 1980                                                   |                                                        | 112 600                                                | 112 600                                                |
| 1990                                                   | 1990                                                   |                                                        | 122 268                                                | 122 268                                                |
| 2000                                                   | 2000                                                   |                                                        | 133 168                                                | 133 168                                                |
| 2010                                                   | 2010                                                   |                                                        | 146 416                                                | 146 416                                                |
| Джерело: SCB                                           |                                                        |                                                        |                                                        |                                                        |

## Населені пункти
Комуні підпорядковано 20 міських поселень (tätort) та низка сільських, більші з яких:
- Лінчепінг (Linköping)
- Юнґсбру (Ljungsbro)
- Мальмслетт (Malmslätt)
- Лінґгем (Linghem)
- Стурефорс (Sturefors)
- Вікінґстад (Vikingstad)
- Екенґен (Ekängen)
- Берґ (Berg)

## Міста побратими
Комуна підтримує побратимські контакти з такими муніципалітетами:
- Комуна Тонсберг, Норвегія
- Йоенсуу, Фінляндія
- Роскільде, Данія
- Ісафярдарбер, Ісландія
- Каунас, Литва
- Гуанчжоу, Китайська Народна Республіка

## Галерея

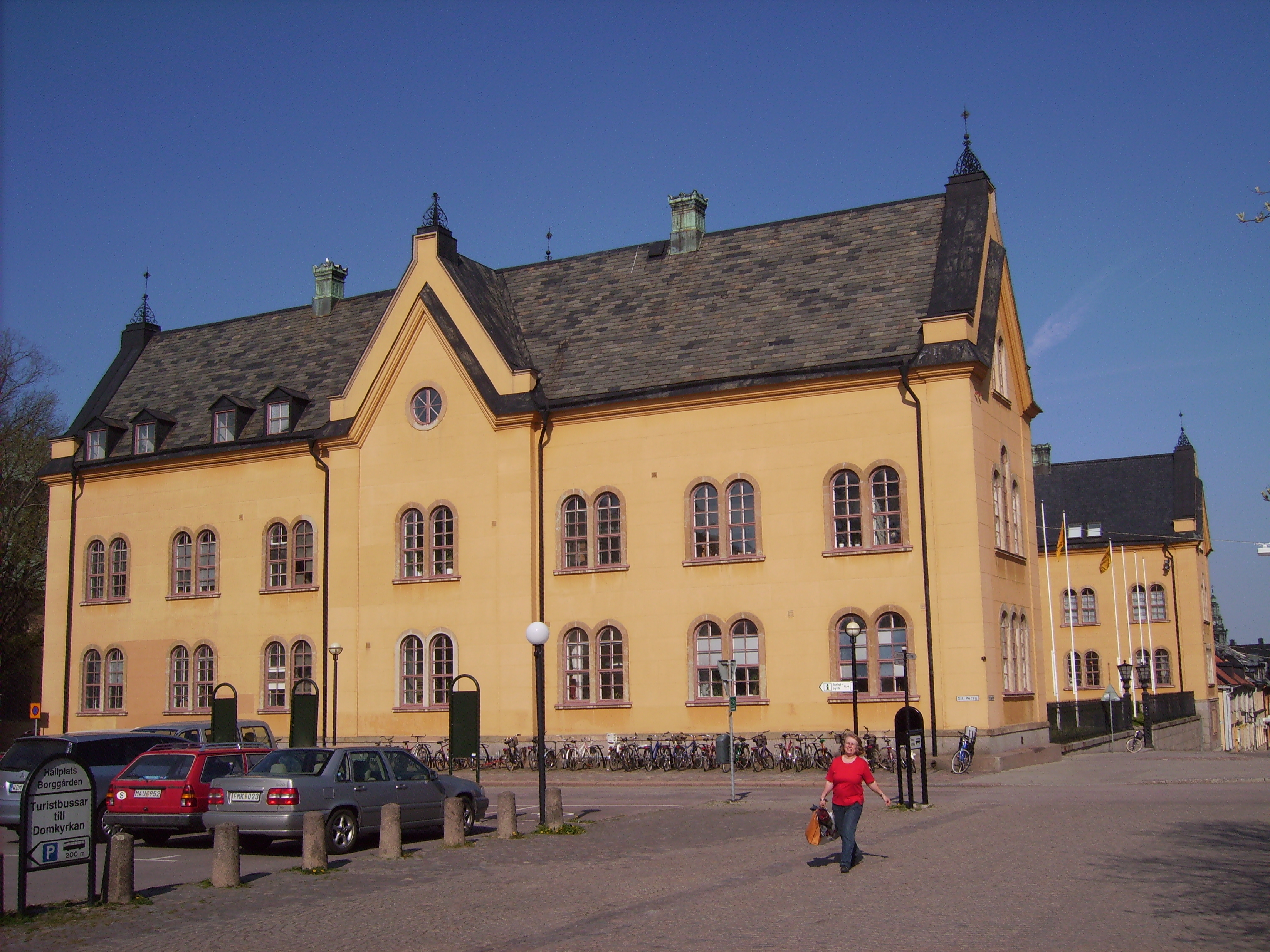
Управа комуни (Лінчепінг)
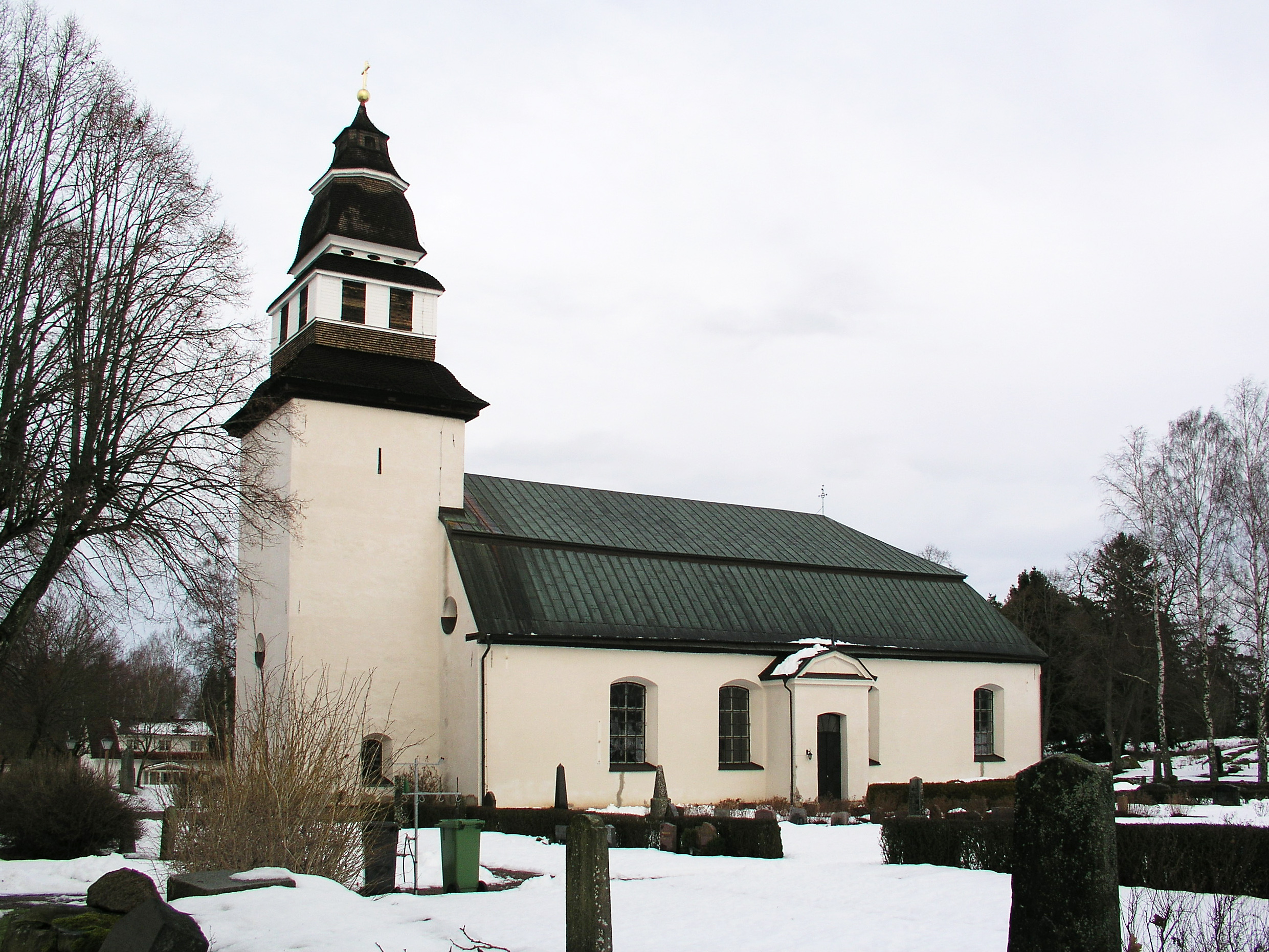
Церква (Вікінґстад)
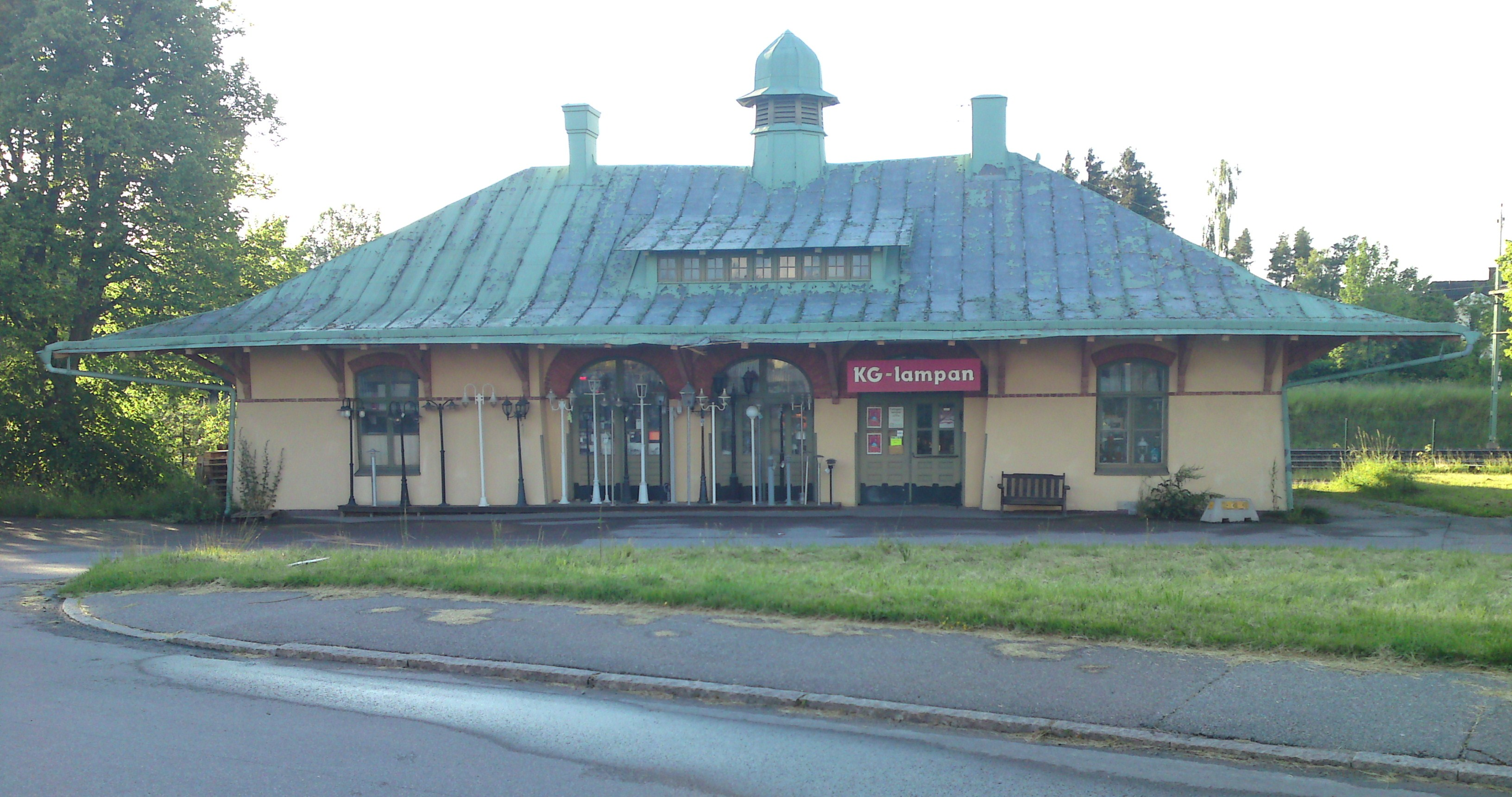
Залізнична станція Мальмслетт
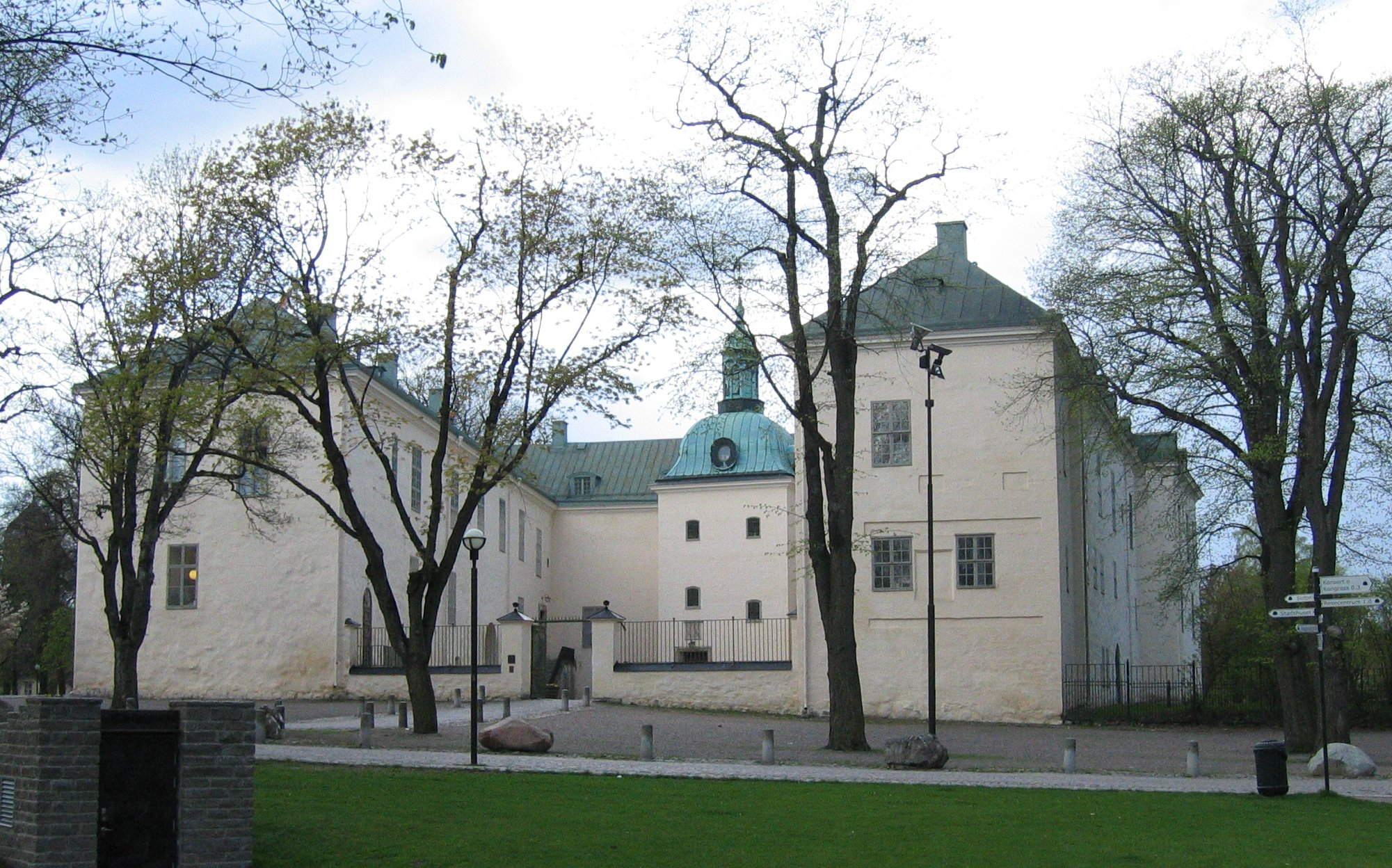
Замок у Лінчепінзі